# دهستان کرند (بشرویه)
دهستان کُرُند، یکی از دهستان‌های بخش مرکزی شهرستان بشرویه در استان خراسان جنوبی است. این دهستان، در آبان ۱۳۸۷ و پس از ارتقای بخش بشرویه به شهرستان و جداشدن آن از شهرستان فردوس، به مرکزیت روستای کرند و از ترکیب روستاها، مزارع و مکان‌های بهشت‌آباد، تاج‌آباد، جارستان، حسین‌آباد، خلیل‌آباد، زرفت، سرتنوره، کلاته‌دهنه، زین‌آباد، آه‌جوک، عزیزآباد، جوزردان، قاسم‌آباد، تجرک، سنجوتک و محمدآباد تشکیل شد.